# Semambung (Kayen Kidul)
Semambung is een bestuurslaag in het regentschap Kediri van de provincie Oost-Java, Indonesië. Semambung telt 801 inwoners (volkstelling 2010).